# Ego Trip
Ego Trip es el undécimo álbum de estudio de la banda estadounidense Papa Roach. Fue lanzado el 8 de abril de 2022 a través de New Noize. El primer sencillo del álbum "Swerve" fue lanzado el 21 de agosto de 2021.

## Promoción
El 1 de agosto de 2021, la banda lanzó un nuevo sencillo titulado "Swerve", en el que participan Jason Aalon Butler de Fever 333 y el rapero estadounidense Sueco. El 9 de septiembre de 2021, Papa Roach lanzó el primer sencillo en la radio "Kill The Noise" de su próximo undécimo álbum de estudio en 2022. El 29 de octubre de 2021, la banda lanzó una nueva canción "Dying To Believe". El 21 de enero de 2022, "Stand Up" le siguió como cuarto sencillo del álbum. El quinto y último sencillo "Cut the Line" fue lanzado el 1 de marzo de 2022. El álbum Ego Trip fue anunciado el mismo día y fue lanzado el 8 de abril de 2022.

## Crítica
Ego Trip fue recibido con críticas generalmente positivas por parte de los críticos. En el sitio web de agregación Metacritic, el álbum ha recibido una calificación normalizada de 68 sobre 100, basada en 4 reseñas críticas, lo que indica críticas "generalmente favorables".

## Lista de canciones
| N.º | Título                           | Duración |  |
| 1.  | «Kill the Noise»                 | 3:08     |  |
| 2.  | «Stand Up»                       | 3:48     |  |
| 3.  | «Swerve» (con Fever 333 y Sueco) | 2:48     |  |
| 4.  | «Bloodline»                      | 2:26     |  |
| 5.  | «Liar»                           | 2:58     |  |
| 6.  | «Ego Trip»                       | 2:54     |  |
| 7.  | «Unglued»                        | 3:00     |  |
| 8.  | «Dying to Believe»               | 3:01     |  |
| 9.  | «Killing Time»                   | 3:23     |  |
| 10. | «Leave a Light On»               | 3:07     |  |
| 11. | «Always Wandering»               | 2:46     |  |
| 12. | «No Apologies»                   | 3:08     |  |
| 13. | «Cut the Line»                   | 3:29     |  |
| 14. | «I Surrender»                    | 2:54     |  |

## Posicionamiento
| Listas (2022)                                     | Posiciones |
| ------------------------------------------------- | ---------- |
| Bélgica (Ultratop flamenca)                       | 163        |
| Alemania (Offizielle Top 100)                     | 14         |
| Escocia (Scottish Albums Chart)                   | 32         |
| Suiza (Schweizer Hitparade)                       | 9          |
| Reino Unido UK Album Sales (OCC)                  | 18         |
| Reino Unido (UK Album Downloads)                  | 15         |
| Reino Unido (UK Independent Albums)               | 10         |
| Reino Unido UK Physical Albums (OCC)              | 24         |
| Reino Unido (UK Rock & Metal Albums)              | 3          |
| Estados Unidos (Billboard 200)                    | 115        |
| Estados Unidos Top Rock Albums (Billboard)        | 21         |
| Estados Unidos Top Hard Rock Albums (Billboard)   | 6          |
| Estados Unidos Top Alternative Albums (Billboard) | 14         |
| Estados Unidos Top Album Sales (Billboard)        | 12         |

## Personal
Papa Roach
- Jacoby Shaddix – voz
- Jerry Horton – guitarra, coros
- Tobin Esperance – bajo, coros
- Tony Palermo – batería, percusión